# Koppel (uniform)

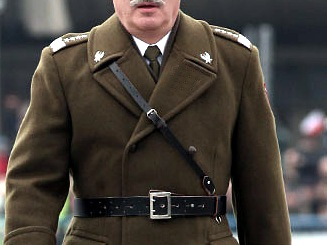
Ett ententekoppel.

Koppel är en uniformsdetalj i form av ett bälte och en rem snett över bröstet, ena axeln och ryggen som har burits av officerare och underofficerare i militären och av poliser.
I Sverige ingick koppel i arméofficerarnas uniform från och med 1923. Det togs bort 1958.